# Championnats du monde de pentathlon moderne 1986
Navigation
Édition précédente Édition suivante
Les Championnats du monde de pentathlon moderne 1986 sont la 30e édition de cette compétition. Ils se sont tenus du 5 au 16 août 1986 à Montecatini Terme, dans la province de Pistoia, en Toscane, en Italie.

## Podiums

### Hommes
| Épreuves    | Or                                                  | Argent                                         | Bronze                                          |
| ----------- | --------------------------------------------------- | ---------------------------------------------- | ----------------------------------------------- |
| Individuel  | Italie Carlo Massullo                               | Italie Daniele Masala                          | Hongrie Lajos Dobi                              |
| Par équipes | Italie Carlo Massullo Daniele Masala Cesare Toraldo | Hongrie Lajos Dobi László Fábián Attila Mizsér | France Christophe Ruer Didier Boubé Joël Bouzou |

### Femmes
| Épreuves    | Or                                                                   | Argent                                                        | Bronze                                                         |
| ----------- | -------------------------------------------------------------------- | ------------------------------------------------------------- | -------------------------------------------------------------- |
| Individuel  | Union soviétique Irina Kisseleva                                     | France Sophie Moressée-Pichot                                 | Allemagne de l'Ouest Sabine Krapf                              |
| Par équipes | France Sophie Moressée-Pichot Caroline Delemer Nathalie Hugenschmitt | Allemagne de l'Ouest Sabine Krapf Tanja Meyer Kathrin Kröning | Italie Fabrizia Alessandrini Barbara Boccolari Laura Romagnoli |